# Django Gunless
Django Gunless (Gunless) è un film del 2010 diretto da Whilliam Phillips.

## Trama
Nel 1882 Django, un famoso pistolero giunge gravemente ferito in uno sperduto paese canadese al confine con gli Stati Uniti d'America, Barclay's Brush. Tra i pochi abitanti della località, Django si scontra con il fabbro Jack con cui vuole risolvere il problema alla vecchia maniera, ma in Canada vige la legge che non si può sparare ad una persona disarmata.